# Ronnie Romero
Ronald "Ronnie" Romero (Santiago, Chile, 20 de noviembre de 1981) es un cantante chileno de hard rock y heavy metal, conocido por haber sido el vocalista de las bandas Lords of Black, Rainbow y Michael Schenker Group, y por ser el vocalista del supergrupo Elegant Weapons. Desde el año 2009 hasta 2019, Ronnie estuvo viviendo en Madrid, España, ciudad donde se desarrolló profesionalmente como cantante. A finales de ese año se mudó a Bucarest, Rumanía.

## Carrera
Ronnie Romero se inicia en la música a los siete años de edad en un coro de música gospel. Más adelante descubre que su verdadera vocación es el heavy metal, inspirado en vocalistas como Ronnie James Dio (Rainbow, Black Sabbath), Bruce Dickinson (Iron Maiden), Ian Gillan (Deep Purple), David Coverdale (Deep Purple, Whitesnake) y Steve Perry (Journey).
En 2009 se trasladó a vivir a España y es allí donde comienza a desarrollar su carrera musical. Ronnie sería la voz en la formación de José Rubio Jiménez, grabando el disco José Rubio's Nova Era. Permaneció en esta banda hasta septiembre de 2013. Poco después comienza a trabajar en una nueva banda con el guitarrista Tony Hernando, que se denominaría Lords of Black y con quien grabó tres álbumes: el primero homónimo en 2014, el segundo en 2016 bajo el título "II" y el tercero en 2018 llamado "Icons of the New Days". En enero de 2019 anuncia su desvinculación de Lords of Black siendo reemplazado por Diego Valdez, Pero el 11 de mayo de 2020 se hace de forma oficial su regreso a Lords Of Black.

### Rainbow
El 6 de noviembre de 2015, Ritchie Blackmore anunció públicamente que Ronnie sería el nuevo vocalista de Rainbow, para inicialmente realizar algunas presentaciones en vivo en el festival Monsters of Rock y en Birmingham. Con Rainbow grabó dos singles: una nueva versión de "I Surrender" y el inédito "Waiting for a Sign".

### Walter Giardino's Temple
En julio de 2017 Ronnie anunció en un medio español que Walter Giardino, guitarrista argentino, lo habría convocado para hacer una gira junto a su grupo Temple, con el cual Walter ha realizado varios shows con otros cantantes de Rainbow como Doogie White, Joe Lynn Turner y Graham Bonnet. La gira constó con más de 15 shows, tocando en escenarios de Argentina, Chile y Europa. Para finalizar estos shows, en España, tocaron junto a Rata Blanca (banda del guitarrista Walter Giardino).

### CoreLeoni
A finales de 2017, el guitarrista de la banda suiza Gotthard (Leo Leoni) formó esta nueva banda en la que Ronnie Romero fue el elegido para ocupar el puesto de vocalista. Su primer álbum (llamado "The Greatest Hits Part I" salió a la venta en 2018 constando de versiones de clásicos de Gotthard y un tema nuevo llamado "Walk on water". Han realizado ya varias actuaciones en directo, entre ellas la que tuvo lugar en la edición 2018 del festival organizado por su discográfica ("Frontiers Rock Fest", en Trezzo Sull' Adda, Italia) y además participaron en el festival Bang Your Head que se celebra anualmente en el mes de julio en la localidad alemana de Balingen.

### Vandenberg
Después de la primera gira de Ronnie Romero con Rainbow llamaría a su puerta el ex-guitarrista de Whitesnake, Adrian Vandenberg. Tras varias conversaciones finalmente quedaría para trabajar unas canciones que serían grabadas en Los Ángeles, en el estudio de Bob Marlette, y editadas bajo el nombre de '2020'.

### Michael Schenker Group
El nuevo disco del guitarrista Michael Schenker con su banda MSG, Inmortal, previsto para el 2021, contará con un tema cantado por Romero.

### Sunstorm
El proyecto que Serafino Perugino, presidente de Frontiers Records, ideó para engrandecer la figura de Joe Lynn Turner, Sunstorm, ha contado con las voces de Romero en su última grabación, Afterlife, junto a Simone Mularoni y Alessandro Del Vecchio.

### Intelligent Music Project
Embarcado en una nueva era, Romero forma Intelligent Music Project en Bulgaria, y son elegidos para representar a ese país en Eurovisión 2022 con la canción "Intention", lanzada en diciembre de 2021. Sin embargo, en enero de 2022 se reveló su estado de busca y captura por parte del estado español por un aparente historial de sucesivas ausencias en un proceso judicial durante el mes de noviembre de 2021. Esto pone la candidatura búlgara en peligro, ya que, a menos que tomara un cambio drástico de decisión, anunciando un nuevo participante de última hora, el país quedaría excluido del festival.

### Adrian Benegas
El segundo disco del compositor de heavy metal Adrian Benegas lanzado en mayo de 2023, cuenta con 11 canciones con Ronnie Romero en voces, y con la participación del baterista Michael Ehré (Primal Fear, Gamma Ray), el productor alemán Sascha Paeth (Avantasia, Kamelot), el bajista tunecino Anis Jouini (Myrath) y el guitarrista neerlandés Timo Somers (ex Delain, Ayreon). El disco fue lanzado a través sello discográfico REAPER ENTERTAINMENT EUROPE (Alemania), con distribución a través de Warner Music Group.

En solitario
En abril de 2022 lanza con Frontiers Music srl su primer disco en solitario, Raised on Radio, en el que reúne una colección de covers de clásicos de hardrock y AOR. Para ello recabó colaboraciones de músicos de la talla del guitarrista Srdjan Brankovic (The Big Deal, Alogia), el reputado Alessandro Del Vecchio en los teclados, el bajista Javi Garcia, y su anterior compañero en Lords Of Black, el batería Andy C.
Meses después, en 2023, sacaría una segunda parte, Raised on Heavy Radio, también de covers, pero en esta ocasión de temas más metaleros.
En septiembre de 2023 publica su primer disco en solitario con temas propios, titulado Too many lies, too many masters, en el que le han acompañado el batería Andy C., el guitarrista José Rubio, el teclista Francisco Gil y el también guitarrista Javier García. Se trata de un disco de clásico y melódico heavy metal con tintes AOR. Con este trabajo se ha embarcado en 2024 en una gira mundial que concentrará sus actuaciones en México y Europa.

## Vida privada y polémicas
Durante mayo de 2023 se hizo público, mediante diversos medios de comunicación masiva chilenos, que adeuda más de 10 millones de pesos (alrededor de $12.700 dólares) por no pago de la pensión de alimentos de su hijo.
Su expareja, madre de su hijo, señaló a Chilevisión que Romero tiene una prohibición de acercamiento en su contra por motivos de violencia intrafamiliar. Declaró, además, que es una persona agresiva y narcisista.
Anteriormente, durante 2022, un tribunal español decretó una orden de busca y captura en España desde el 17 de noviembre de 2021, por un delito de amenazas en contra de otra de sus exparejas.

## Discografía
Solista
- Raised On Radio - 2022
- Raised On Heavy Radio - 2023
- Too Many Lies, Too Many Masters - 2023
- Live at Rock Imperium Festival - 2025
- Backbone - 2025

Con José Rubio's Nova Era
- José Rubio's Nova Era - 2012

Con Lords of Black
- Lords of Black - 2014
- II - 2016
- Icons Of The New Days - 2018
- Alchemy Of Souls Part I - 2020
- Alchemy of Souls, Part 2 - 2021
- Mechanics Of Predacity  - 2024

Con Rainbow
- Memories in Rock — Live in Germany - 2016
- Live In Birmingham 2016 - 2017

Con The Ferrymen
- The Ferrymen - 2017
- A New Evil - 2019
- One More River to Cross - 2022

Con Nozomu Wakai’s Destinia
- Metal Souls - 2018

Con CoreLeoni
- The Greatest Hits Pt. I - 2018
- II - 2019

Vandenberg
- 2020 - 2020

Intelligent Music Project
- Life Motion - 2020
- Intention - 2021

Sunstorm
- Afterlife - 2021

Michael Schenker
- Universal - 2022

Elegant Weapons
- Horns for a Halo - 2023

Con Adrian Benegas
- Arcanum: El Mantra Secreto de los Espíritus - 2023